# Einar Forseth

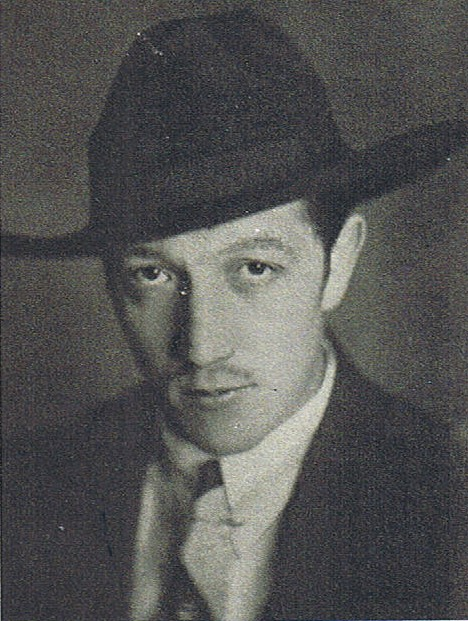
Einar Forseth

Einar Forseth (* 7. August 1892 in Linköping; † 5. Dezember 1988 in Stockholm) war ein schwedischer Künstler. Forseths bekanntestes Werk ist der archaisierende, nach byzantinischen Vorbildern gestaltete, Goldene Saal in Stockholms stadshus. Er ist auch als Gestalter von Glasfenstern und Kirchenräumen sowie als Designer von Porzellan, Möbeln, Wandteppichen (z. B. in der Konferenzhalle des Ökumenischen Rates der Kirchen, Genf) und Briefmarken hervorgetreten.

## Leben
Nach einem Studium an der Stockholmer Kunstakademie (1913–1916) und Auslandsreisen nach Frankreich, Italien, Spanien und Deutschland (1919–22) erhielt Forseth als noch sehr junger Künstler seinen bedeutendsten Auftrag: Die Gestaltung des „Goldenen Saals“ von Stockholm. Besonders die allegorische Zentralfigur der Königin des Mälarsees (Mälardrottningen) wurde nach ihrer Fertigstellung (1923) kontrovers diskutiert.

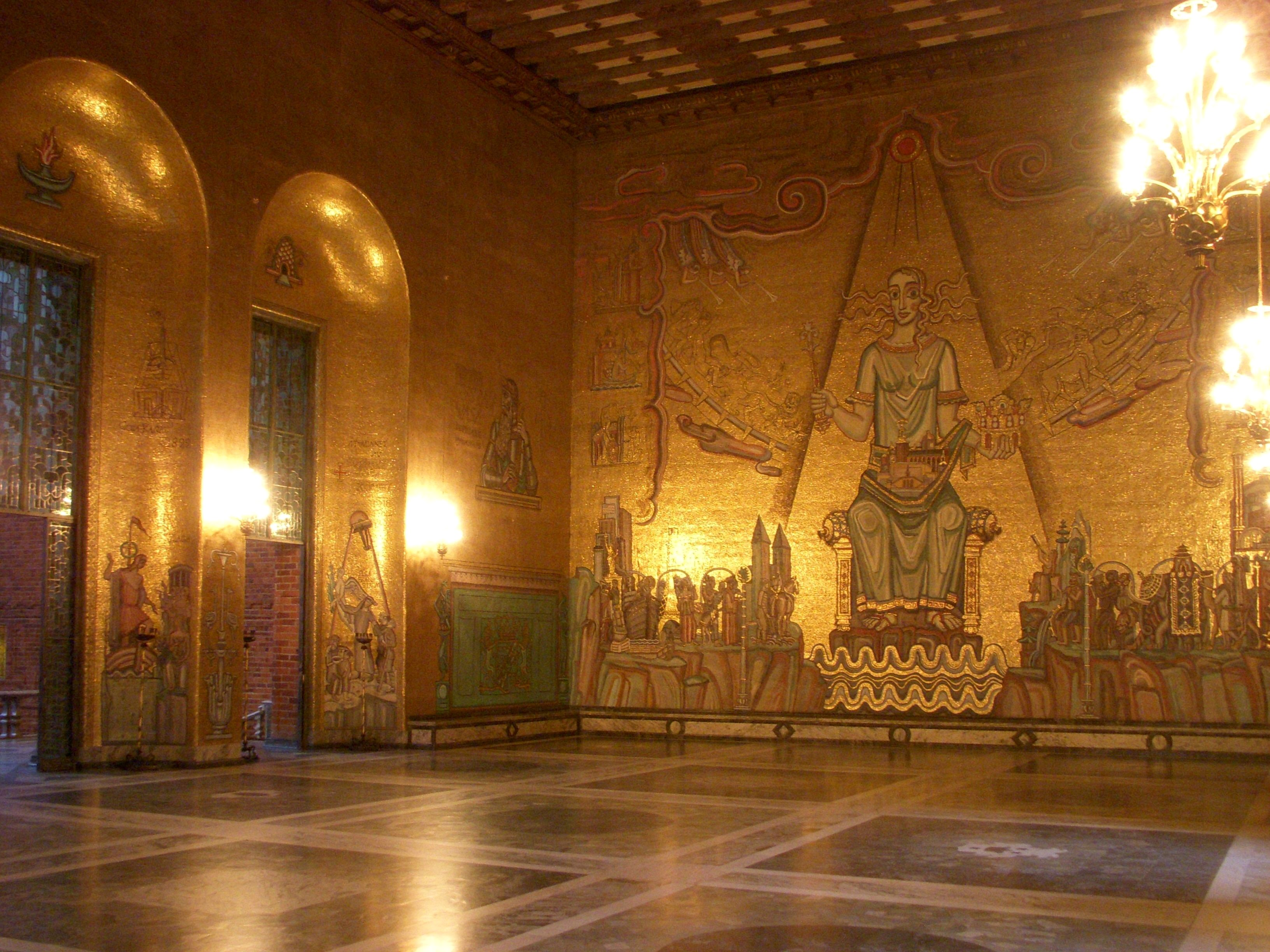
Goldener Saal

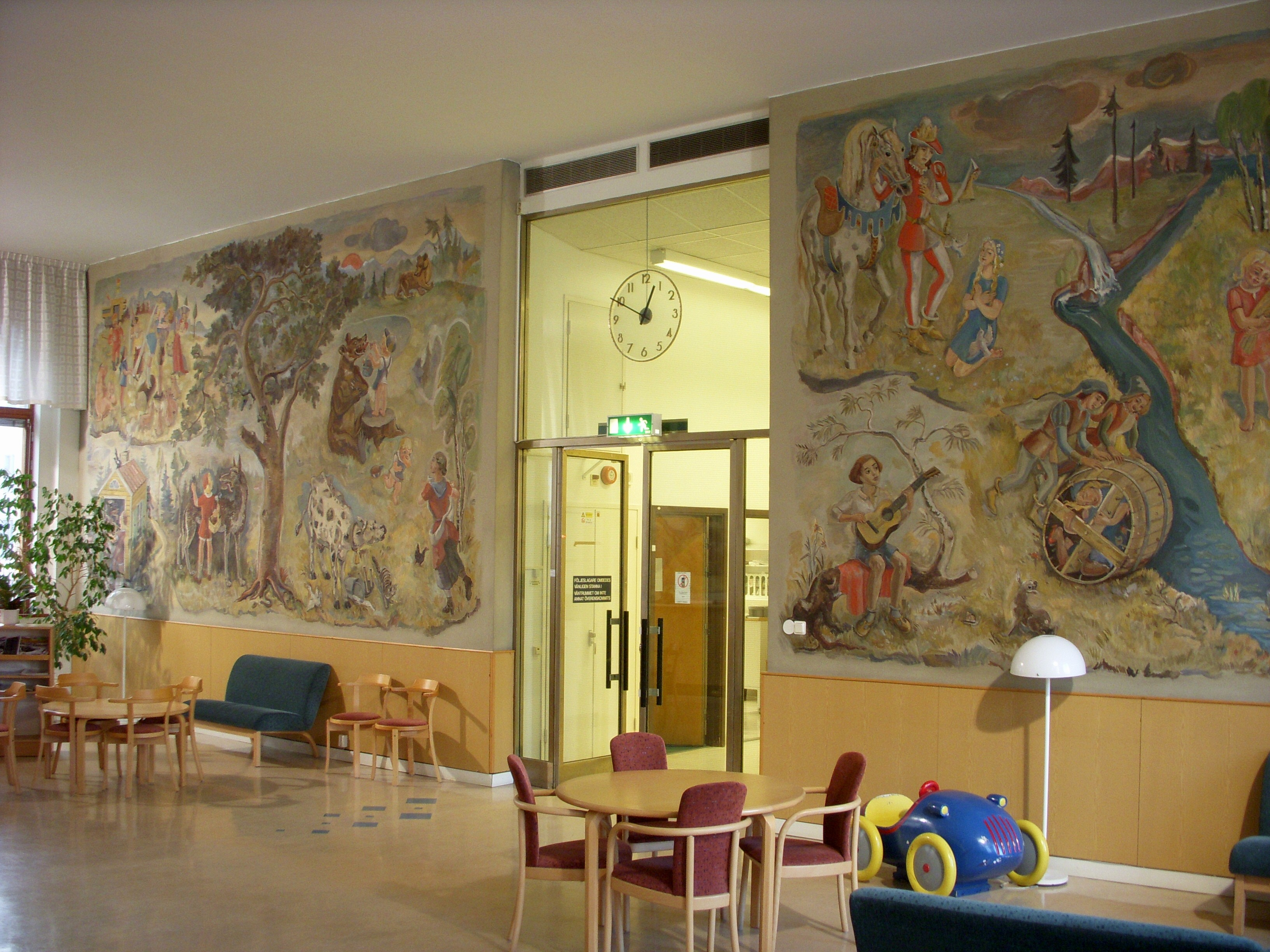
Wandmalerei im Eastmaninstitut